# Davilla grandifolia
Davilla grandifolia är en tvåhjärtbladig växtart som beskrevs av Stefano Moricand och August Wilhelm Eichler. Davilla grandifolia ingår i släktet Davilla, och familjen Dilleniaceae. Inga underarter finns listade i Catalogue of Life.